# Diocesi di Scopelo di Tessalia
La diocesi di Scopelo di Tessalia (in latino: Dioecesis Scopelensis in Thessalia) è una sede soppressa e sede titolare della Chiesa cattolica.

## Storia
Scopelo di Tessalia, collocata sull'isola omonima, è un'antica sede vescovile della provincia romana di Tessaglia in Grecia, suffraganea dell'arcidiocesi di Larissa. Come tutte le sedi episcopali della prefettura dell'Illirico, fino a metà circa dell'VIII secolo la diocesi di Scopelo era parte del patriarcato di Roma; in seguito fu sottoposta al patriarcato di Costantinopoli. La diocesi appare per la prima volta in una Notitia Episcopatuum del XII secolo.
A questa diocesi Michel Le Quien assegna due vescovi: il sinassario greco menziona il vescovo san Regino, che prese parte al concilio di Sardica e subì il martirio durante le persecuzioni ordinate da Flavio Claudio Giuliano; Bardanes partecipò al concilio di Costantinopoli dell'879-880 che riabilitò il patriarca Fozio. Lo stesso autore tuttavia attribuisce questi due vescovi anche alla sede omonima di Scopelo di Emimonto. Un anonimo vescovo di Scopelo fu il destinatario di una lettera del patriarca Nicola II Crisoberge nel 980.
Dal 1933 Scopelo di Tessalia è annoverata tra le sedi vescovili titolari della Chiesa cattolica; la sede finora non è mai stata assegnata.

## Cronotassi dei vescovi greci
- San Regino † (al tempo di Flavio Claudio Giuliano)
- Bardanes † (menzionato nell'879)
- Anonimo † (menzionato nel 980)